# Messier 87
Messier 87 (kurz M87, auch als NGC 4486 bezeichnet) ist eine 8,6 mag helle elliptische Riesengalaxie mit einer Flächenausdehnung von 8,3′ × 6,6′ im Sternbild Jungfrau auf der Ekliptik. M87 ist eine sehr aktive Galaxie, die als Radioquelle mit Virgo A, als Röntgenquelle mit Virgo X-1 bezeichnet wird. Die etwa 55 Mio. Lichtjahre von der Milchstraße entfernte Galaxie befindet sich nahe dem Zentrum des Virgo-Galaxienhaufens, dessen größtes Mitglied sie ist, obwohl sie an Helligkeit im visuellen Bereich des Spektrums von M49 übertroffen wird. Die Masse von M87 beträgt innerhalb eines Radius von 100.000 Lichtjahren (32 kpc) etwa 2 bis 3 Billionen Sonnenmassen.
Es wurde am 10. April 2019 bestätigt, dass sich im Zentrum dieser Galaxie ein supermassereiches Schwarzes Loch mit einer Masse von 6,5 Milliarden Sonnenmassen befindet. Dieses Schwarze Loch gilt als das Zentrum des aktiven Galaxienkerns (engl. active galactic nucleus – AGN) von M87, von dem ein mindestens 5000 Lichtjahre langer energiereicher Jet ausgestoßen wird, der in verschiedenen Wellenlängen zu beobachten ist.
Halton Arp gliederte seinen Katalog ungewöhnlicher Galaxien nach rein morphologischen Kriterien in Gruppen. Diese Galaxie gehört zu der Klasse Galaxien mit Jets (149–152) (Arp-Katalog).
M87 besitzt das größte bisher bekannte System von Kugelsternhaufen einer Galaxie. Während die Milchstraße etwa 200 Kugelsternhaufen besitzt, geht man bei M87 von 12.000 solchen Objekten aus. Da M87 die größte elliptische Riesengalaxie im Virgo-Superhaufen ist und eine der stärksten Radioquellen am Himmel darstellt, ist diese Galaxie sowohl ein beliebtes Beobachtungsobjekt der Amateurastronomie als auch von herausragender Bedeutung als astronomisches Forschungsobjekt.

## Entdeckung und Forschungsgeschichte
Im März des Jahres 1781 trug der französische Astronom Charles Messier, nachdem er bereits zehn Jahre zuvor die elliptische Galaxie Messier 49 entdeckt hatte, weitere helle Mitgliedsgalaxien des Virgo-Galaxienhaufens, die er und sein Freund Pierre Méchain entdeckt hatten, in seinen Katalog ein, darunter den Nebel Messier 87.
Ein Jahrhundert später, in den 1880er Jahren, trug der dänisch-amerikanische Astronom John Dreyer diesen Nebel in seinen New General Catalogue unter der Nummer NGC 4486 ein. Diese Sammlung basierte auf dem in den 1860er Jahren veröffentlichten General Catalogue of Nebulae and Clusters von John Herschel.
Im Jahr 1918 beschrieb der amerikanische Astronom Heber Curtis vom Lick Observatory, dass bei M87 keinerlei Spiralstruktur zu beobachten ist, bemerkte aber gleichzeitig, dass ein „merkwürdiger gerader Strahl... offenbar mit dem Kern durch eine dünne materielle Linie verbunden“, der zum inneren Ende heller wird. Zu diesem Zeitpunkt war die Existenz extragalaktischer Objekte noch unbekannt und Galaxien wurden daher lediglich als Nebel kategorisiert, so dass auch die Natur des von Curtis entdeckten Jets noch nicht einzuordnen war. Im folgenden Jahr explodierte dann eine Supernova in M87, die aber erst 1922 auf Fotoplatten von I. Balanowski entdeckt wurde und zunächst als mögliche Nova eingeordnet wurde. Ihre maximale, am 24. Februar 1919 gemessene Helligkeit lag bei 11,5m. Einen Monat später war die Helligkeit auf 12,4m gefallen, im folgenden Jahr wurde sie zum letzten Mal fotografiert und war nur noch etwa 20m hell. Bis heute (2011) ist dies die einzige Supernova, die in M87 beobachtet wurde.
M87 spielt historisch eine herausragende Rolle bei der Erforschung der Struktur elliptischer Galaxien. Der amerikanische Astronom Edwin Hubble, der für die Entdeckung der extragalaktischen Natur der Spiralnebel bekannt geworden ist, ordnete M87 zunächst als einen helleren Kugelsternhaufen ein, da M87 keine Spiralstruktur aufweist, aber trotzdem nicht-galaktischer Art zu sein schien. Im Jahr 1926 schlug er dann die heute nach ihm benannte Kategorisierung dieser extragalaktischen Nebel vor und ordnete M87 als elliptischen extragalaktischen Nebel ohne merkliche Abplattung (Hubble-Typ E0) ein. Im Jahr 1931 gab Hubble dann einen ersten Wert für die Entfernung von M87 und der anderen Nebel des Virgo-Haufens an. Mit einem Wert von 1,8 Mpc (etwa 5,9 Mio. Lichtjahre) lag er damit aber, wie bei allen Galaxien, weit unterhalb des heutigen Wertes. Zu dieser Zeit handelte es sich bei M87 um den einzigen elliptischen Nebel, bei dem Einzelsterne entdeckt werden konnten. Der Begriff des extragalaktischen Nebels hielt sich so noch einige Zeit, aber ab 1956 wird M87 als E0-Galaxie bezeichnet.
Im Jahr 1947 wurde eine starke Radioquelle in Richtung von M87 entdeckt, die als Virgo A bezeichnet wurde. Der Zusammenhang der Quelle mit der Galaxie wurde 1953 aufgedeckt, und der Jet, der aus dem Kern der Galaxie kommt, wurde als mögliche Quelle der Strahlung vermutet. 1969–1970 konnte dann festgestellt werden, dass ein großer Anteil der Strahlung tatsächlich in engem Zusammenhang mit der optischen Quelle des Jets steht.
Das United States Naval Research Laboratory startete im April 1965 eine Aerobee-150-Rakete, um mögliche astronomische Röntgenquellen zu erkunden. Sieben mögliche Quellen wurden gefunden, darunter als erste extragalaktische Quelle Virgo X-1. Eine weitere Aerobee-Rakete, die im Juli 1967 vom White Sands Missile Range gestartet wurde, verdichtete die Hinweise, dass die Röntgenquelle Virgo X-1 mit der Galaxie M87 in Zusammenhang steht. Untersuchungen des High Energy Astronomy Observatory 1 und des Einstein Observatory zeigten dann, dass die Quelle eine komplexe Struktur besitzt, die mit dem AGN von M87 in Verbindung steht. Die Strahlung weist allerdings kaum eine Verdichtung zum Zentrum auf.

## Eigenschaften
Im erweiterten Klassifikationsschema für Galaxien von de Vaucouleurs wird M87 als E0p bezeichnet. E0 beschreibt dabei eine elliptische Galaxie ohne wesentliche Abweichungen von der sphärischen Form. Der Buchstabe p steht für pekuliar (speziell, eigen) und weist auf die vorhandenen nicht ins Schema passenden Eigenschaften wie den Jet hin. Teilweise, jedoch nicht einheitlich, wird M87 auch als cD-Galaxie bezeichnet, d. h. als eine Überriesengalaxie mit ausgedehntem diffusen, aber staubfreien Halo im Zentrum eines Galaxienhaufens.
Der Abstand der Galaxie wurde mit verschiedensten unabhängigen Methoden bestimmt. Beispiele sind Leuchtkraftmessungen Planetarischer Nebel (engl. planetary nebula luminosity function – PNLF), die Verteilungsfunktionen der Radien und Leuchtkräfte der Kugelsternhaufen (engl. globular cluster luminosity function –GCLF), Oberflächenhelligkeits-Fluktuationen (engl. surface brightness function – SBF) und die TRGB-Methode (engl. tip of the red giant branch), die die Spitze des Roten-Riesen-Astes der individuell aufgelösten Roten Riesen der Galaxie benutzt. Die neueren Messungen liefern im Rahmen der Messgenauigkeit übereinstimmende Werte für die Entfernung von durchschnittlich 54 Mio. Lichtjahren (16,7 Mpc), mit einer Standardabweichung der Messungen von etwa 6 Mio. Lichtjahren (1,8 Mpc). Das Entfernungsmodul ergibt sich daraus zu 31,1m, woraus eine absolute Helligkeit der Galaxie von −23,5m folgt.
| Masse in 1012 M☉ | Radius in kpc |
| 2,4              | 32            |
| 3,0              | 44            |
| 6,0              | 50            |

Die Massendichte der Galaxie fällt vom Zentrum nach außen stetig ab. Neuere Modelle zeigen, dass der Verlauf der Dichtefunktion in gewissen Bereichen als Potenzgesetz genähert werden kann. Aus diesen Modellen ergibt sich, dass die Dichte etwa proportional zu r−α ist, wobei r der Abstand vom Zentrum ist und α ein Parameter, der die Stärke des Abfalls der Dichtefunktion angibt. Je nach Beobachtungsmethode ergibt sich α = 1,3 (Dynamik der Kugelsternhaufen im Halo innerhalb von r < 40 kpc) bis α = 1,7 (Analyse der Röntgenstrahlung für 50 kpc < r < 100 kpc). Die Masse der Galaxie steigt danach innerhalb des Bereichs von 9–40 kpc etwa proportional zu r1,7. Neuere Modelle mit α = 1,2 ergeben innerhalb von 32 kpc eine Masse von (2,4 ± 0,6) × 1012 Sonnenmassen, was etwa dem Doppelten der Masse der Milchstraße entspricht. Andere Beobachtungen, ebenfalls mit Hilfe von Kugelsternhaufen oder Röntgenbeobachtungen, lassen auch Massenbestimmungen bis zu einem größeren Abstand zu, wie in der nebenstehenden Tabelle gezeigt. Wie bei allen Galaxien befindet sich nur ein Teil der Masse in Sternen, was durch das Masse-Leuchtkraft-Verhältnis von 6,3 ± 0,8 zum Ausdruck kommt; d. h., nur etwa ein Sechstel der Masse befindet sich in selbstleuchtenden Sternen. Die Gesamtmasse von M87 könnte das 200fache der Masse der Milchstraße betragen.
Die ausgedehnte, von Sternen bevölkerte Hülle der Galaxie erstreckt sich bis zu einer Entfernung von etwa 160 kpc (zum Vergleich: die Ausdehnung der Milchstraße in diesem Sinne beträgt etwa 100 kpc). Jenseits dieser Grenze scheint der Rand dieser Galaxie abgeschnitten. Der Mechanismus, der dazu geführt hat, könnte eine nahe Begegnung mit einer anderen Galaxie zu einem kosmologisch früheren Zeitpunkt sein. Es gibt Hinweise auf einen linearen Sternenstrom, der sich in die nordwestliche Richtung der Galaxie bewegt und durch die Gezeitenwirkung von umlaufenden Nachbargalaxien oder die Kollision kleiner Satellitengalaxien mit M87 gebildet haben könnte.

## Aufbau

### Kern

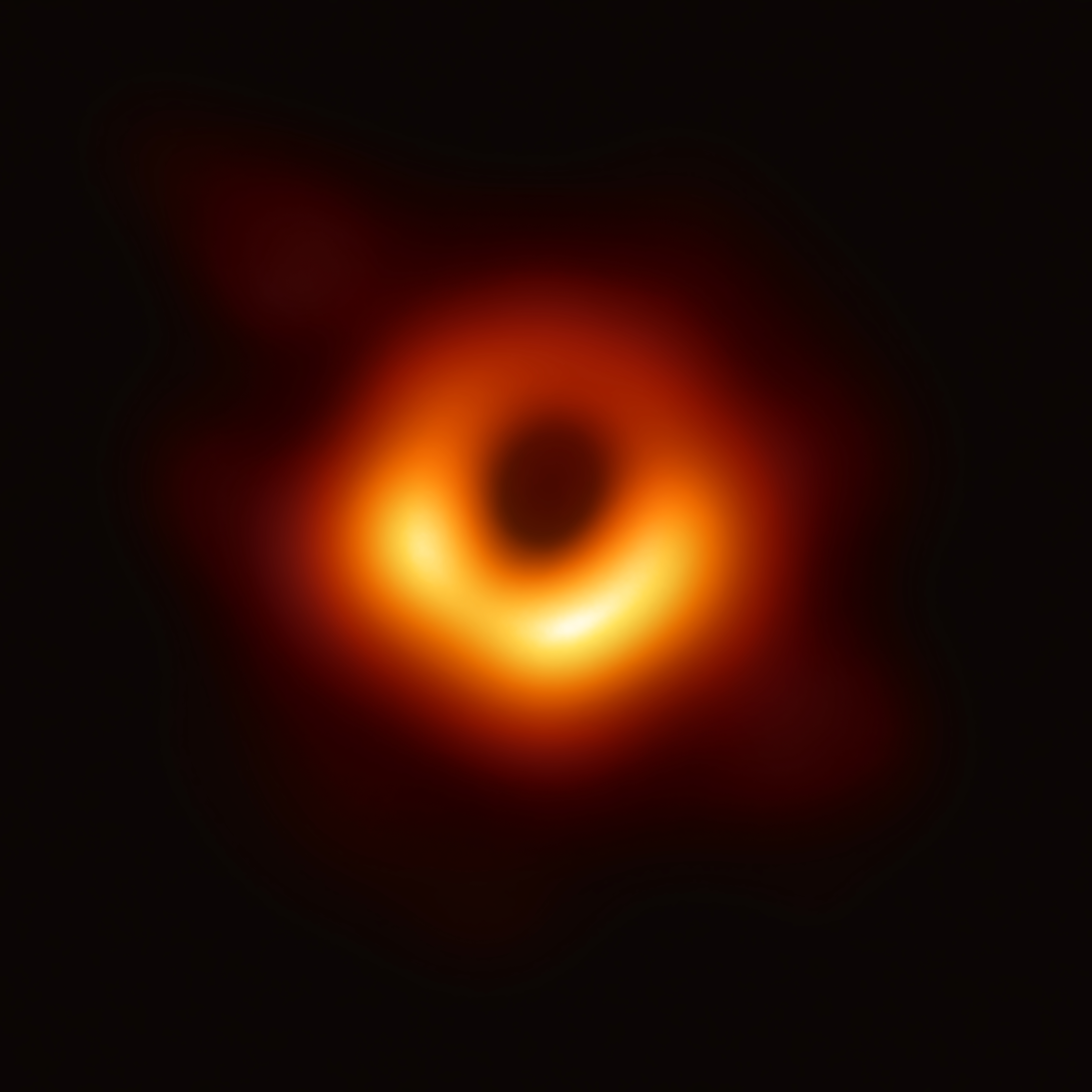
Aus Event-Horizon-Telescope-Aufnahmen berechnete Darstellung, die möglicherweise die Umgebung des supermassereichen Schwarzen Lochs M87* im Zentrum von Messier 87 zeigt. Die schwarze Fläche in der Bildmitte hat ungefähr den 2,5-fachen Durchmesser des Ereignishorizonts.

Im Zentrum des aktiven Galaxienkerns von M87 befindet sich ein supermassereiches Schwarzes Loch (engl. supermassive black hole – SMBH) mit der Bezeichnung M87* (inoffiziell auch „Pōwehi“ genannt). Dessen Masse wird auf (6,6 ± 0,4) × 109 Sonnenmassen geschätzt. Es handelt sich damit um eines der massereichsten bekannten Schwarzen Löcher überhaupt. Zudem ist dieses das erste schwarze Loch, dessen „Schatten“ jemals beobachtet wurde. Der Schwarzschildradius dieses Schwarzen Loches ergibt sich dann zu etwa 20 Mrd. km und ist damit weit größer als die Halbachse der Umlaufbahn von Pluto und allen anderen bekannten (Zwerg-)Planeten. Das Schwarze Loch wird von einer rotierenden Akkretionsscheibe ionisierten Gases umgeben, die senkrecht auf dem riesigen Jet stehen sollte, der aus dem Kern der Galaxie strömt. Das Gas in der Scheibe bewegt sich mit Geschwindigkeiten von bis zu etwa 1000 km/s. und wird schließlich vom Schwarzen Loch akkretiert. Die Akkretionsrate wird dabei auf etwa 0,1 Sonnenmassen pro Jahr geschätzt. Messungen der Position des Schwarzen Lochs ergaben, dass es sich nicht direkt im geometrischen Zentrum von M87 befindet, sondern gegenüber diesem um etwa 25 Lichtjahre verschoben ist. Diese Verschiebung ist in ihrer Richtung der Richtung des Jets entgegengesetzt, was darauf hinweist, dass das Schwarze Loch vom Jet relativ zum Kern der Galaxie in Bewegung gesetzt worden ist. Eine andere Erklärung ist, dass die Verschiebung durch die Verschmelzung zweier Schwarzer Löcher im Zentrum der Galaxie zustande gekommen ist. Neuere Ergebnisse deuten sogar darauf hin, dass es sich bei der Verschiebung nur um einen optischen Effekt handelt, der eventuell durch einen Flare des Jets entstanden ist. Messungen aus dem Jahr 2011 haben keine statistisch signifikante Verschiebung feststellen können.
Der Kern von M87 ist auch die Quelle starker Gammastrahlung. Diese Strahlung wurde zum ersten Mal in den späteren 1990er Jahren beobachtet. Im Jahr 2006 wurden mit dem High Energy Stereoscopic System, einem so genannten Cherenkov-Teleskop, Veränderungen im Fluss der Gammastrahlung von M87 festgestellt. Diese Variationen finden innerhalb weniger Tage statt, so dass die Quelle eine sehr geringe Ausdehnung besitzen muss. Ein Zusammenhang mit der Umgebung des Schwarzen Lochs ist daher naheliegend.
Verschiedene berechnete Bilder, die mit einer gewissen Wahrscheinlichkeit den „Schatten“ des Schwarzes Lochs im Zentrum von M87 und die umgebenden Akkretionsflüsse darstellen, wurden im April 2019 von der Kollaboration des Event Horizon Telescope vorgestellt (siehe dort). Sie entstanden schon zwei Jahre zuvor, die Wissenschaftler benötigten aber zwei Jahre für die Datenanalyse und Absicherung ihrer Beobachtung. Die dunkle Fläche in der Bildmitte, die umgeben ist von leuchtenden Flächen ist der sogenannte Schatten des schwarzen Lochs. Das Schwarze Loch zeigt gute Übereinstimmung mit Simulationen auf Basis der Allgemeinen Relativitätstheorie. Aus den Daten konnte die Masse zu rund 6,5 Milliarden Sonnenmassen abgeschätzt werden und auch Aussagen über die Rotation des schwarzen Lochs, allerdings noch keine genauen Aussagen zum Drehimpuls.

### Jet

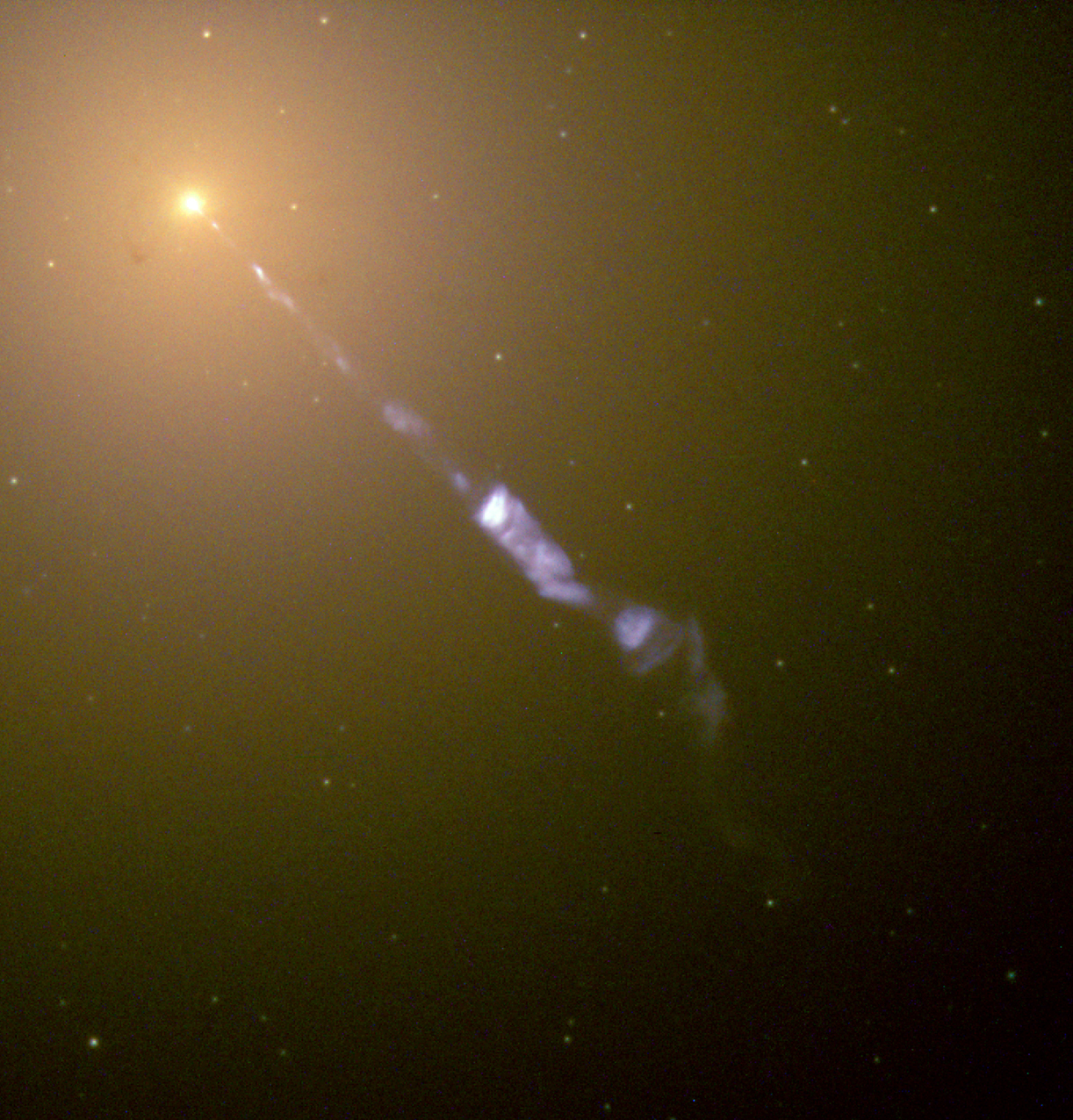
Detailaufnahme des Jets von M87

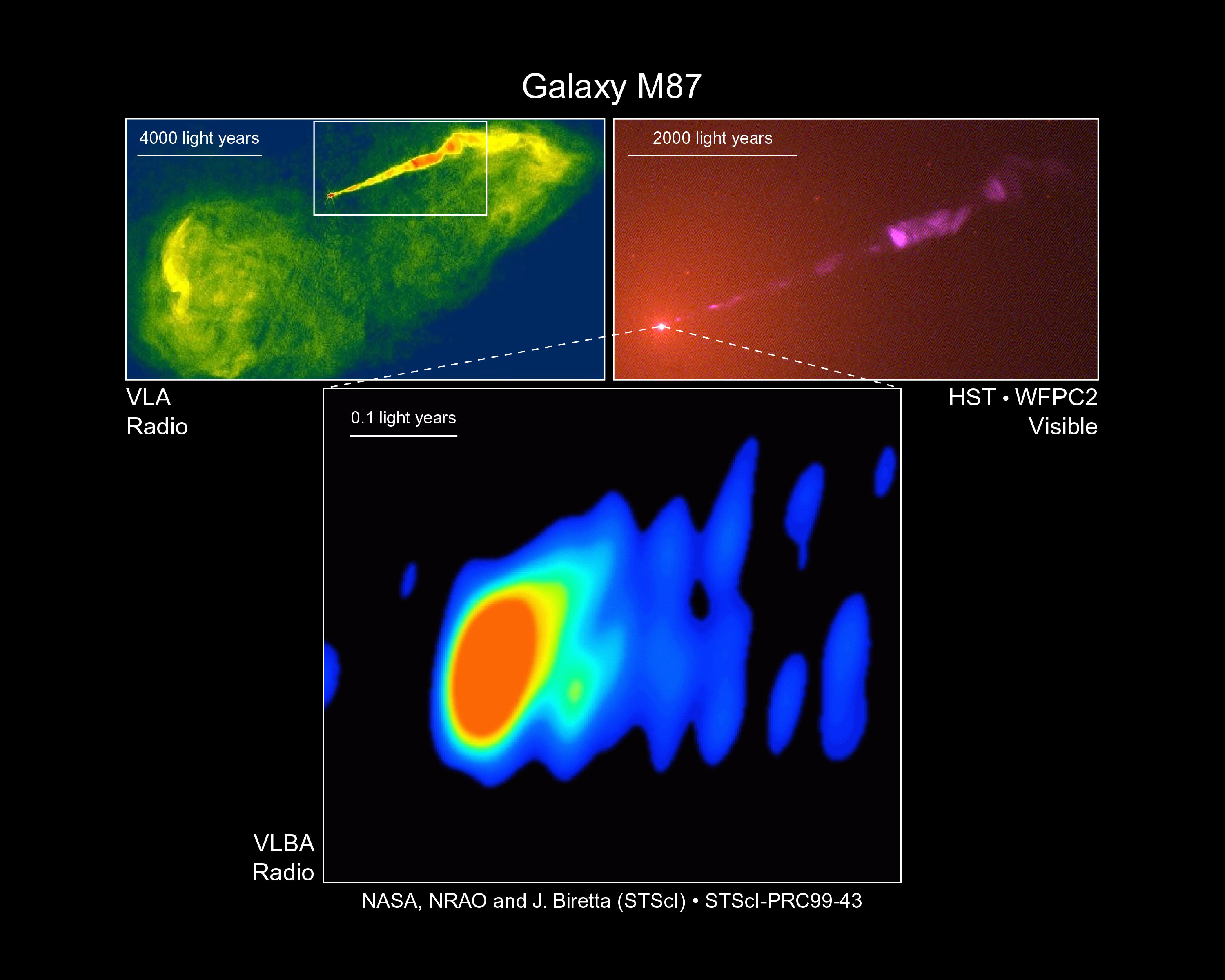
Vergleich einer optischen Aufnahme des Hubble-Weltraumteleskops (rechts oben) mit Aufnahme eines Radioteleskops

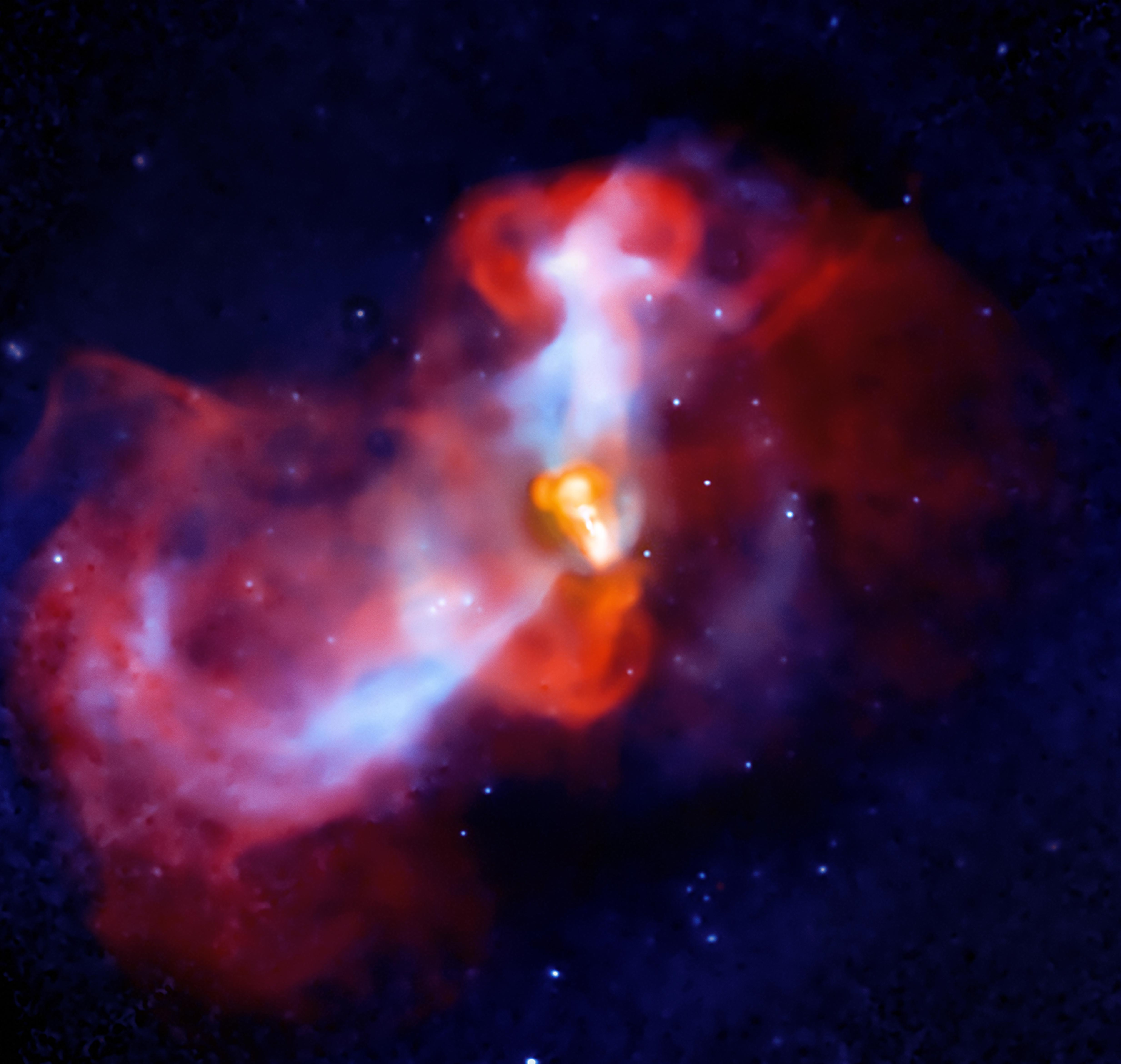
Auf dieser Aufnahme des Chandra-Röntgenteleskops ist die Materie zu sehen, die aus dem Virgohaufen ins Zentrum von M87 stürzt, wo sie auf den Jet trifft, so dass eine Stoßwelle im interstellaren Medium der Galaxie entsteht.

Der 1918 entdeckte Jet von M87 entspringt dem aktiven Galaxienkern und erstreckt sich von dort mindestens 5000 Lichtjahre. Die Richtung dieses Jets entspricht einem Positionswinkel von 260°, d. h., er verläuft etwa in westlicher Richtung (leicht südlich). Die scheinbare Länge des Jets beträgt etwa 20 Bogensekunden mit einer Breite von etwa 2 Bogensekunden. Der Jet besteht aus Materie, die in der Akkretionsscheibe des Schwarzen Lochs im Zentrum beschleunigt wird. Die Materie strömt etwa senkrecht zur Akkretionsscheibe in Form eines stark kollimierten Strahls aus, der in Kernnähe bis etwa 6 Lichtjahre (2 pc) Entfernung auf einen räumlichen Winkel von etwa 16° Durchmesser, in einer Entfernung von bis zu 40 Lichtjahre (12 pc) dann auf einen Durchmesser von 6–7° begrenzt ist. Es gibt Hinweise auf einen Jet in entgegengesetzter Richtung. Diese lassen sich optisch aber nicht überprüfen, da sogenanntes relativistisches Beaming, ein relativistischer Effekt der Lichtausbreitung, diesen Gegenjet in seiner scheinbaren Helligkeit stark vermindert.
Der deutsche Astronom Walter Baade stellte 1956 fest, dass das Licht des Jets linear polarisiert ist. Dies legt nahe, dass die Energie des Jets durch die Beschleunigung von Elektronen auf relativistische Geschwindigkeiten in einem Magnetfeld erzeugt wird. Die optische Lichtemission des Jet wird dabei von den schnellsten Elektronen angeregt, deren Energie etwa 100 bis 1000 GeV beträgt. Die Gesamtenergie der Elektronen im Jet wird auf etwa 5 × 1049 Joule geschätzt.
Materiefetzen, die vom Jet stammen, konnten bis zu einer Entfernung von 250.000 Lichtjahren festgestellt werden. Mit Aufnahmen des Hubble Space Telescope aus dem Jahr 1999 wurde die Strömungsgeschwindigkeit der Materie im Jet von M87 bestimmt und diese Messung ergab in einer rein geometrischen Analyse eine Geschwindigkeit, die dem Vier- bis Fünffachen der Lichtgeschwindigkeit entspricht. Solche scheinbaren Überlichtgeschwindigkeiten sind von anderen Jets bekannt und sind ein optischer Effekt der speziellen Relativitätstheorie, der bei Strömungen in Richtung des Beobachters mit einer Geschwindigkeit nahe, aber unterhalb der Lichtgeschwindigkeit auftritt. Die Analyse dieser Bewegung belegt die Theorie, dass Quasare, BL-Lacertae-Objekte und Radiogalaxien alle demselben astrophysikalischen Mechanismus von aktiven Galaxienkernen entspringen, und lediglich durch unterschiedliche Beobachtungssituationen verschieden aussehen.
Beobachtungen mit dem Röntgenteleskop Chandra deuten Bögen und Ringe im heißen, Röntgenstrahlung emittierenden Gas an, welches die Galaxie durchdringt und umgibt. Diese Strukturen sollten durch Druckwellen hervorgerufen werden, die durch Veränderungen in der Rate des Massenauswurfes von der Akkretionsscheibe in den Jet entstehen. Die Verteilung der Schleifen legt nahe, dass kleinere Eruptionen im Abstand von etwa sechs Millionen Jahre vorkommen. Einer der Ringe, der durch eine größere Eruption entstanden ist, stellt eine Stoßwelle mit einem Durchmesser von 85.000 Lichtjahren um das zentrale Schwarze Loch dar. Weitere bemerkenswerte Details sind Filamente, die bis zu 100.000 Lichtjahre lang sind und Strahlung in einem engen Röntgenstrahlenbereich emittieren, sowie eine große Aussparung im heißen Gas, die durch eine größere Eruption vor 70.000 Jahren entstanden ist. Die regelmäßigen Eruptionen verhindern, dass das umgebende Gas sich abkühlt, so dass der Sternentstehungsprozess in dieser Region verhindert wurde. Dieser Mechanismus könnte die Entwicklung der Galaxie maßgeblich beeinflusst haben.
Das Hubble-Weltraumteleskop und das Chandra-Röntgenteleskop haben beide einen Knoten im Jet beobachtet, der etwa 210 Lichtjahre (65 pc) vom Kern entfernt ist. In einem Zeitraum von etwa vier Jahren bis zum Jahr 2006 hatte sich die Röntgenintensität dieses Knoten um einen Faktor 50 erhöht und fällt seitdem mit variabler Geschwindigkeit ab.

### Sternpopulation und interstellares Medium
Die elliptische Gestalt der Galaxie geht auf die statistische ungeordnete Verteilung der Bahnebenen der Mitgliedssterne der Galaxie zurück, im Gegensatz zu Spiralgalaxien, bei denen die Bahnebenen großteils eine ähnliche Richtung (parallel zur Scheibe) haben. Man geht allgemein davon aus, dass aktive elliptische Riesengalaxien der Art wie M87 aus Verschmelzungen kleinerer Galaxien hervorgehen. Die Galaxie, die im Wesentlichen strukturlos diffus aussieht, zeigt jedoch kleine Strukturen wie optische Filamente die eine geschätzte Masse von 10.000 Sonnenmassen ausmachen.
Im jetzigen Zustand gibt es nur noch wenig Staub im interstellaren Medium von M87, um diffuse Nebel zu bilden, aus denen neue Sterne entstehen können. Die Sternpopulation ist daher vorwiegend alt und wird von Population-II-Sternen dominiert, die wenige so genannte Metalle (d. h. im astrophysikalischen Kontext Elemente schwerer als Helium) enthalten.
Der interstellare Raum in M87 ist dennoch von Gas erfüllt, das chemisch mit schwereren Elementen angereichert ist, das von Sternen am Ende ihrer Lebensspanne nach deren Hauptreihenphase ausgestoßen wurde. Kohlenstoff und Stickstoff werden ständig von mittelschweren Sternen abgegeben, die sich im Asymptotischen Riesenast befinden. Schwerere Elemente von Sauerstoff bis Eisen werden vor allem durch Supernovae gebildet. Etwa 60 % der Häufigkeit dieser schweren Elemente dürfte durch Kernkollaps-Supernovae gebildet werden, während der Rest vornehmlich aus Supernovae vom Typ Ia hervorgeht. Die Verteilung dieser Elemente legt nahe, dass zu früheren Zeiten diese Anreicherung vornehmlich durch Kernkollaps-Supernovae geschah. Der Anteil aus dieser Quelle war dennoch wesentlich geringer als dies in der Milchstraße der Fall ist. Typ-Ia-Supernovae haben wahrscheinlich in der gesamten Geschichte von M87 einen wesentlichen Beitrag geleistet.
Analysen im fernen Infrarot zeigen eine außergewöhnlich hohe Emission bei Wellenlängen über 25 μm. Gewöhnlich weist solch eine Emission auf Wärmestrahlung hin, die von kaltem Staub abgegeben wird. In Abwesenheit großer Mengen von Staub, scheinen die Emissionen bei M87 jedoch ihren Ursprung in der Synchrotronstrahlung des Jets zu haben. Der geringe Staubgehalt ist aus der starken Röntgenstrahlung aus dem Kern der Galaxie zu erklären. Modelle zeigen, dass Silikat-Körnchen durch die Röntgenstrahlung im Inneren der Galaxie nicht länger als etwa 46 Millionen Jahre überleben können. Der Staub wird dabei eventuell zerstört oder aus der Galaxie heraus getrieben. Man geht davon aus, dass die Gesamtmasse des Staubes in M87 nicht mehr als 70.000 Sonnenmassen beträgt. Zum Vergleich beträgt die Masse des Staubes in der Milchstraße etwa 100 Millionen (108) Sonnenmassen.
Innerhalb eines Radius von 4 kpc um den Kern der Galaxie ist die sogenannte Metallizität, d. h. die Häufigkeit von anderen Elementen als Wasserstoff und Helium, etwa halb so groß wie die der Sonne. In größerem Abstand vom Kern nimmt die Metallizität stetig zu. Die gesamte Galaxie wird von einer ausgedehnten Korona aus heißem Gas geringer Dichte umgeben.

### Kugelsternhaufen
M87 besitzt eine ungewöhnlich große Anzahl von Kugelsternhaufen. Eine Durchmusterung aus dem Jahr 2006, die bis zu einem Winkelabstand von 25 Bogenminuten vom Kern durchgeführt wurde, ergab eine geschätzte Anzahl von 12.000 ± 800 Haufen im Orbit um M87. Die Milchstraße besitzt beispielsweise nur 150–200 solcher Haufen. Die Kugelsternhaufen von M87 haben eine ähnliche Verteilung bezüglich ihres Durchmessers und ihrer Leuchtkraft wie die Kugelhaufen der Milchstraße. Die meisten Haufen haben einen Radius zwischen 1 und 6 kpc. Aufgrund der wesentlich höheren Anzahl ist es statistisch dennoch nicht unerwartet, dass die größten der Kugelhaufen von M87 den größten Kugelhaufen der Milchstraße, Omega Centauri, an Größe deutlich übertreffen. Die hellsten Kugelsternhaufen weisen scheinbare Helligkeiten um 21,3m im B-Band auf, entsprechend einer absoluten Helligkeit von −9,8M. Dies ist ziemlich genau die absolute Helligkeit von Mayall II, dem hellsten Kugelhaufen der Lokalen Gruppe, und etwa 0,8 mag heller als Omega Centauri. Einzelne Kugelhaufen von M87 sind jedoch deutlich heller und haben Helligkeiten bis 19m und übertreffen daher mit einer absoluten Helligkeit von etwa −12M alle Kugelhaufen der Lokalen Gruppe deutlich.
Bei der bereits oben beschriebenen Entfernungsbestimmung mit Hilfe der Helligkeit von Kugelhaufen wird heutzutage nicht mehr durch Vergleich der absolut hellsten Haufen durchgeführt, sondern mit der Kugelsternhaufen-Leuchtkraft-Funktion (engl. GCLF). Hier wird die Verteilung der Häufigkeiten der Helligkeiten und insbesondere der Turnover, d. h. das Maximum der Verteilungsfunktion, zum Vergleich herangezogen. Der Turnover der GCLF der Milchstraße liegt bei absolut −7,4M (V-Band), bei M87 wird im V-Band scheinbar 23,7m angegeben, so dass sich ein Entfernungsmodul von 31,1m ergibt, entsprechend einer Entfernung von 16,6 Mpc.
Insgesamt wurden über 700 große Kugelhaufen mit einer Helligkeit über 22,5m (absolut −8,6M) im B-Band gezählt. Die Größe der Kugelhaufen von M87 zeigt einen graduellen Anstieg mit größer werdendem Abstand vom Kern der Galaxie.

## Mitgliedschaft im Virgo-Haufen

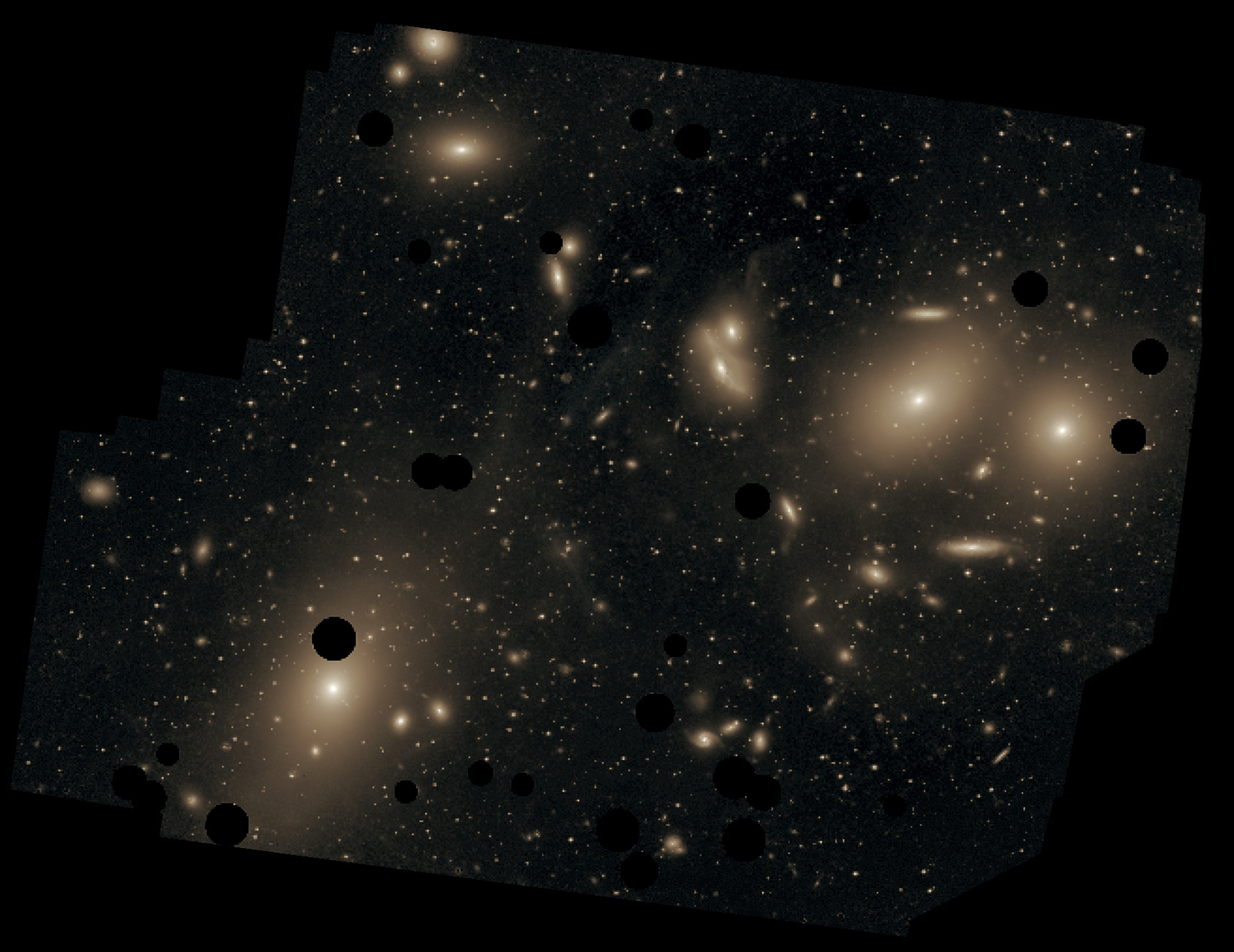
M87 (unten links) im Virgo-Haufen. Oben rechts sind die beiden großen Nachbargalaxien M84 und M86 zu sehen. Durch Ausblendung der Vordergrundsterne ist das diffuse Licht zwischen den Haufenmitgliedern erkennbar.

Die Überriesengalaxie M87 befindet sich im Zentrum des Virgo-Galaxienhaufens. Dieser große Galaxienhaufen hat etwa 200 große und etwa 2000 kleinere Mitgliedsgalaxien. Der Virgo-Haufen bildet das Zentrum des Virgo-Superhaufens, zu dem auch die Lokale Gruppe und damit die Milchstraße zählt. Der Haufen kann in drei größere Untergruppen unterteilt werden, die sich um die Riesengalaxien M87, M49 und M60 gruppieren. Die Gruppe um M87 ist dabei die massereichste und M87 bildet das gravitative Zentrum. Dies drückt sich auch durch die geringe Pekuliargeschwindigkeit dieser Galaxie aus, d. h. sie bewegt sich nur wenig in Bezug auf die anderen Haufenmitglieder. Daher wird M87 als das Zentrum des Virgo-Haufens definiert. Die Gesamtmasse des Haufens wird auf (0,15–1,5) × 1015 Sonnenmassen geschätzt.
Die Untergruppe um M87 enthält unter anderem auch die elliptischen Galaxien M84 und M86. Messungen der Bewegungen von Planetarischen Nebeln, die sich innerhalb des Haufens zwischen M87 und M86 befinden, weisen darauf hin, dass sich die beiden Galaxien aufeinander zubewegen. Es könnte sich dabei um ihre erste nahe Begegnung handeln. M87 hat in der Vergangenheit wahrscheinlich bereits eine nahe Begegnung mit M84 erlebt. Darauf deutet der abgeschnittene äußere Halo von M87 hin, der durch Gezeiteneffekte bei der Begegnung verloren gegangen sein könnte. Es gibt aber auch alternative Erklärungen für dieses Phänomen, die mit dunkler Materie oder einer Interaktion mit dem aktiven Galaxienkern in Verbindung gebracht werden.

## Beobachtbarkeit

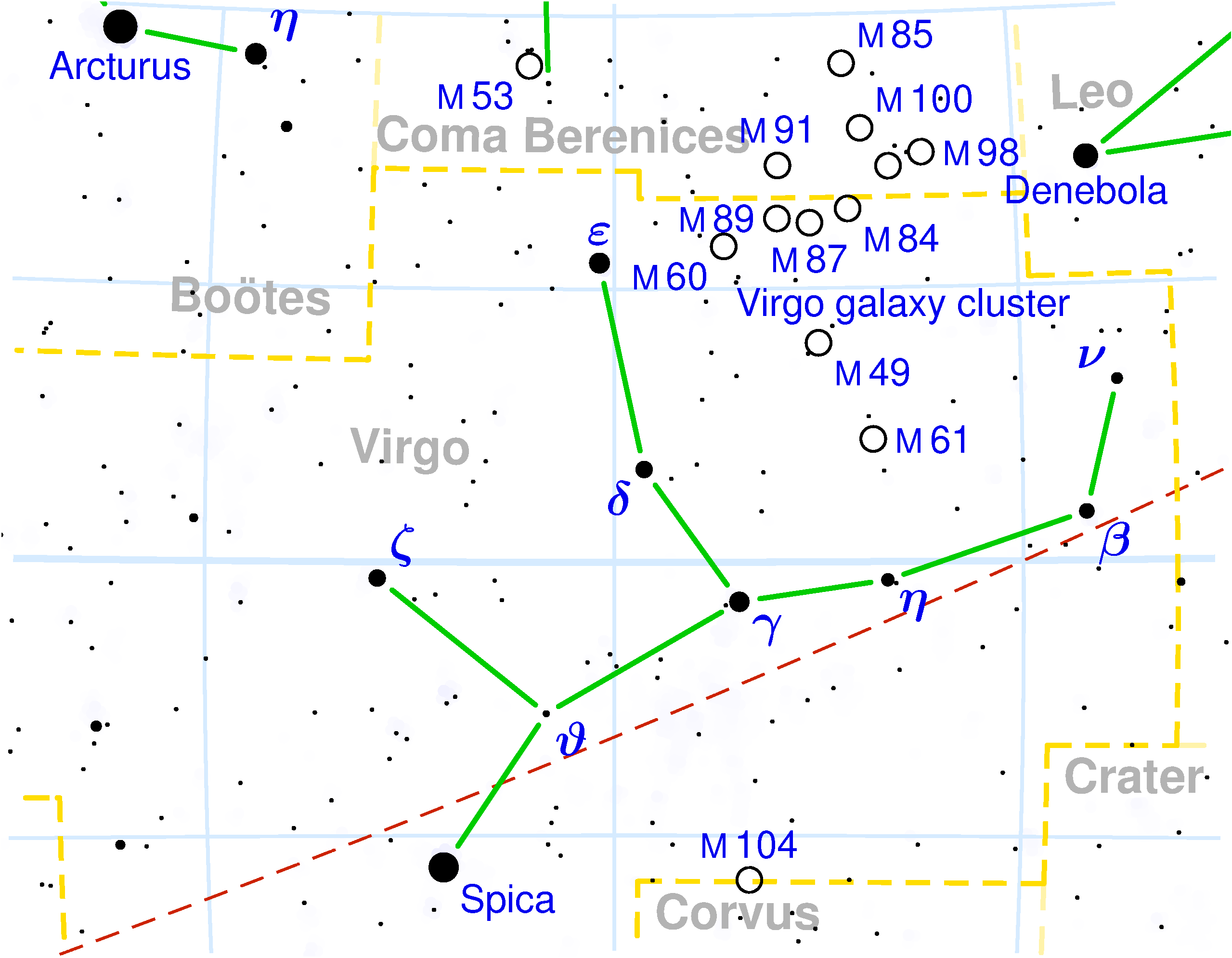
Die Lage von M87 im Sternbild Jungfrau

M87 liegt unweit der nördlichen Grenze des Sternbildes Jungfrau zum Sternbild Haar der Berenike. Die Galaxie befindet sich nahe der gedachten Linie, die die Sterne Vindemiatrix (ε Vir) und Denebola (β Leo) verbindet. Mit einer scheinbaren Helligkeit von 8,6m bei einer Winkelausdehnung von 8,3′ × 6,6′ (der helle Zentralbereich misst etwa 45″) kann die Galaxie bereits mit besseren Feldstechern und kleinen Teleskopen mit einer Öffnung ab 6 cm beobachtet werden. Bei einer Apertur von 120 mm erscheint M87 mit einem Durchmesser von 3 Bogenminuten, bei 350 mm mit einem Durchmesser von 5 Bogenminuten.
Die visuelle Beobachtung des Jets gilt für Amateurastronomen als Herausforderung. Vor den 1990er Jahren stammte der einzige visuelle Beobachtungsbericht des Jets von Otto von Struve, der ihn mithilfe des Hooker-Teleskops mit einer Apertur von 2,5 Meter beobachtete. Der Jet kann mit großen Amateurteleskopen unter exzellenten Bedingungen erfolgreich beobachtet werden, dies erfordert eine Apertur von mindestens 400 mm.

## Trivia
M87 bildete bei der Science-Fiction-Serie Perry Rhodan den Hintergrund für die Bände 300 bis 399.